# Geodetische Basis van Oostende

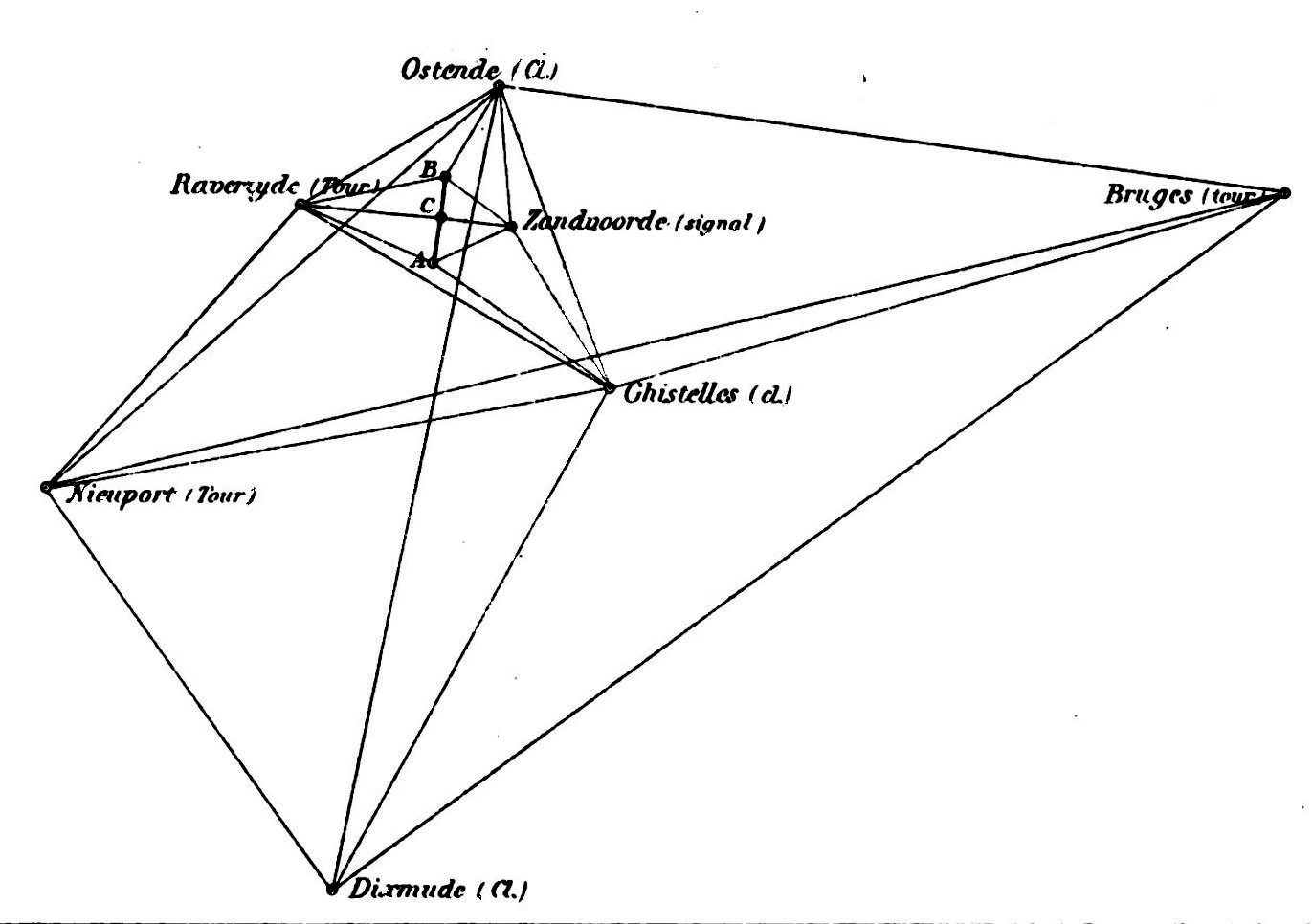
Schema uit 1867 met geodetisch punten bepaald vanuit de Geodetische Basis van Oostende A-B

De Geodetische Basis van Oostende is een in 1853 zeer nauwkeurig opgemeten afstand tussen vastgelegde punten met het oog op het opmaken van een nieuwe kaart van België.
Na de Belgische Onafhankelijkheid (1830 Belgische Revolutie) kreeg het ‘'Dépôt de la Guerre et de la Topographie'’, de opdracht om een nieuwe kaart van België te maken voor officieel en militair gebruik.

Voor het het maken van een kaart van een land wordt vertrokken van een Triangulatie waarbij de ligging en afstand van geodetische punten wordt vastgelegd door Driehoeksmeting. Daarbij vertrekt men van een geodetische basis: twee of meer punten op een lijn, waarvan de afstand zo nauwkeurig mogelijk is opgemeten. Door gebruik van optische instrumenten en de eigenschap van driehoeken: dat als de lengte van 1 zijde en de grootte van de aanliggende hoeken bekend is (de sinusregel), kan daaruit de lengte van de twee andere zijden berekend worden. Zo kan ook de afstand tot andere punten en de ligging er van berekend worden. Met de meetkundige gegevens van die punten kan het terrein correct in kaart gebracht worden.
Voor het maken van de nieuwe kaart van België wilde men drie Geodetische Basissen, in de drie punten van driehoek die België vormt, nauwkeurig opmeten. In 1851 en 1852 werd de  Geodetische Basis van Lommel opgemeten, de Geodetische Basis van Oostende werd opgemeten in 1853. De geplande opmeting van een derde basis in de provincie Luxemburg werd niet gerealiseerd.
Voor het meten van de basissen werden vier bimetaal-meetstaven gebruikt, die geleend werden van de Generale Staf van het leger van de Pruisen en die op punt gesteld werden door de astronoom en geodeet Friedrich Bessel. De meetlatten waren 2 toise lang, dit is 3,898 meter, en 27 cm breed. Ze bestonden uit een gietijzeren regel met daarop een zinken regel en wogen elk ongeveer 45 kg. Daarop waren verschillende thermometers aangebracht om de uitzetting van de bimetalen meetlatten te kunnen inrekenen.

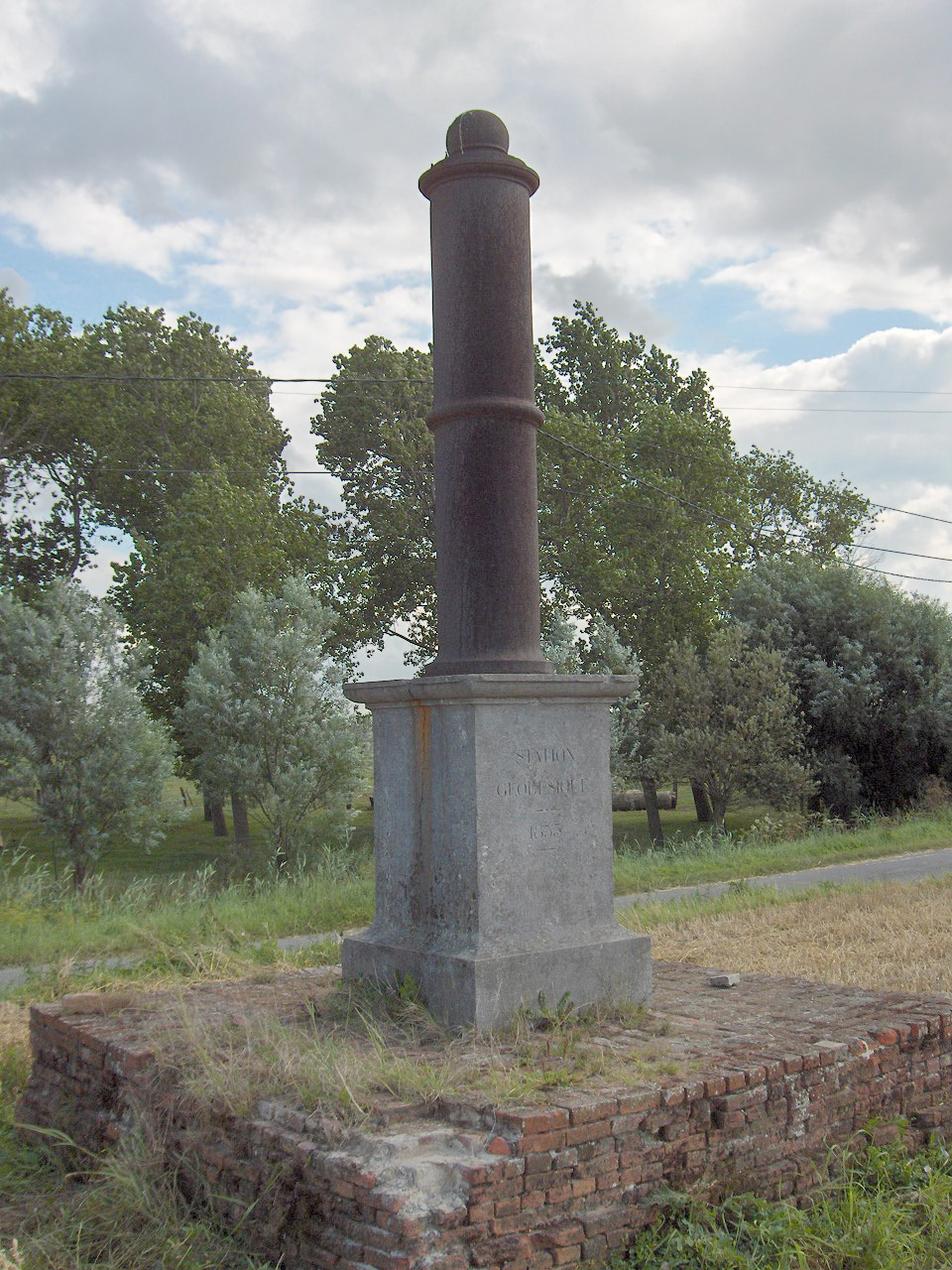
Geodetisch 'Signaal Station Géodésique' in Zandvoorde; coördinaten 51° 11′ 41.74″ N
2° 55′ 51.68″ E

Voor de Geodetische Basis van Oostende werden drie meetpunten A, B en C aangebracht aan de oostkant van de weg Oostende-Torhout. Het meten gebeurde van 27 mei tot 23 juli 1853. De afstand werd vastgelegd op 2488,837196 meter.
Vanuit de Geodetische Basis van Oostende werden de posities van 7 omliggende 'geodetische punten' bepaald, namelijk 6 torens in de regio en een in 1853 geplaatst 'geodetische signaal' in Zandvoorde (zie schema).  
De meetpunten A, B en C van de geodetische basis van Oostende zijn verloren gegaan door de verbreding van de steenweg en de uitbreiding van de Oostendse luchthaven. Aan de Polderdijk in Zandvoorde (Oostende) staat nog steeds het geodetisch signaal, een gietijzeren paal met de inscriptie 'Station Géodésique'.